# Vicente Asensi
Vicente Asensi, teljes nevén Vicente Asensi Albentosa (L'Alcúdia de Crespins, 1919. január 28. – Valencia, 2000. szeptember 2.) spanyol labdarúgó, középpályás.

## Pályafutása
Játékoskarrierje az első és az utolsó szezont leszámítva egyetlen csapatról, a Valenciáról szólt. Itt tizennégy évig játszott, ezalatt pedig több mint háromszáz hivatalos összecsapáson vett részt, melyeken harminchárom gólt szerzett.
Mielőtt a Valenciához került volna, egy évet eltöltött a Burjassot csapatában, pályafutása utolsó évében pedig a Valencia tartalékcsapatát erősítette.
1945 és 1950 között összesen hat találkozón szerepelt a válogatottban is, valamint részt vett az 1950-es vb-n is.
Rövid ideig az edzősködésbe is belekóstolt, 1958-tól egy évig az Onda, 1962-ben pedig a Castellón trénere volt.